# Station Saint-Jean-de-Verges
Station Saint-Jean-de-Verges is een spoorwegstation in de Franse gemeente Saint-Jean-de-Verges.